# 흥국화재해상보험
흥국화재해상보험(Heungkuk Fire&Marine Insurance Co., Ltd.) (興國 火災)은 태광그룹 산하 흥국금융그룹의 손해보험회사이다. 1948년 고려화재해상보험이라는 이름으로 창립하였다. 1959년 쌍용그룹 계열사로 편입되었고 1962년 서울화재와 합병을 하였으며 1974년 증권거래소에 상장하였다. 2006년 태광그룹 계열사로 편입되었고 2008년 흥국금융가족 계열사와 함께 새로운 CI를 선포하였다. 2009년 흥국화재해상보험으로 사명이 변경되었다. 주요 사업은 자동차보험, 상해보험, 주택보험, 건강보험, 저축 및 연금보험, 종합보험 등 각종 상품 개발과 판매 및 인터넷을 이용한 상품 판매 등이다.